# Музей Бёрка
Музей естественной истории и культуры имени Бёрка (анг. Burke Museum of Natural History and Culture) — крупнейший музей естественной истории Северо-Запада США, располагается в кампусе Вашингтонского университета в Сиэтле. Назван в честь известного американского общественного деятеля Томаса Бёрка (1849—1925). Экспонаты разделены на три основных раздела: антропологии, геологии и зоологии и сфокусированы на истории природы и культуры северо-западной части Тихого океана. Экспозиция включает тотемные столбы индейцев, окаменелости, единственный на Северо-Западе скелет динозавра и останки известного Кенневикского человека.

## Экспонаты
В музее были представлены три долгосрочные экспозиции: «Жизнь и времена штата Вашингтон», «Тихоокеанские голоса» и «Сокровища Бёрка».
«Жизнь и времена штата Вашингтон» — история о 545-миллионной эволюции Северо-Западного региона. Экспозиция включала крупномасштабные окаменелости, такие как скелет аллозавра и гигантские окаменелости ленивца, найденные во время строительства международного аэропорта Sea-Tac. Были также показы, которые объясняли геологическую историю области и её влияние на местность и климат.
«Тихоокеанские голоса» — культурная выставка, которая рассказывает про историю и традиции 19 различных культур коренных американцев и стран Тихоокеанского региона через искусство, артефакты, церемониальные предметы и аудиовизуальные документальные фильмы.
Также в музее Бёрк организовывались передвижные выставки, организованные другими учреждениям.
В 2018 году музей Бёрка был временно закрыт.
Вновь музей открылся в своём новом здании 12 октября 2019 года с новыми экспонатами.